# 佐藤千寿子
佐藤 千寿子（さとう ちずこ、1982年2月4日 - 2012年？月？日）は、埼玉県出身の元タレント、元アイドル、女性アイドルグループMISSIONの元メンバー。当時はルノンプロモーション所属。(享年30歳)
チャームポイントは瞳。

## 主な活動履歴
（MISSION時代の詳細はMISSION (アイドルグループ) を参照）
- 1998年4月、『アイドルハイスクール 芸能女学館』（フジテレビ）に出演。
- 1998年6月、MISSIONのメンバーに選出。その後シングル4枚、写真集など発売。
- 2000年5月、MISSION解散と同時に芸能界を引退。現在は長野県在住。2005年11月12日に挙式して結婚した。

## CM
- アステル関西（1998年4月）
- 日本LPガス連合会ポスター（1998年7月）

## 写真集
- Grand Grand（1999年11月27日、ぶんか社、撮影：河野英喜）ISBN 978-4821123162